# Anne på Grönkulla
Anne på Grönkulla (engelska: Anne of Green Gables) är en roman av Lucy Maud Montgomery som ursprungligen publicerades 1908 av L.C. Page & Co. och är den första delen i Anne på Grönkulla-serien. Karin Jensens översättning till svenska 1909 är den första icke engelskspråkiga versionen av romanen. Den har även utgivits på svenska under titeln Anne på Gröntorpa. Den senaste översättningen till svenska kom 2022 av Eva Ström, vilket är den första kompletta översättningen till svenska, utan tidigare utgåvors strykningar och tillägg.

## Handling
Anne på Grönkulla utspelar sig i slutet av 1800-talet på Prince Edward Island i östra Kanada, och handlar om flickan Anne, som kommer från ett barnhem.
Då boken börjar är Anne 11 år gammal. Hon ska nu få komma till ett riktigt hem efter en olycklig uppväxt där hon flyttats mellan flera familjer, nu senast till ett barnhem. När hon kommer fram till vad som verkar vara ett drömhem, med träd och en bäck genom trädgården, visar sig allt vara ett misstag; de hade skickat efter en pojke.
Naturligtvis hamnar Anne ändå på Grönkulla hos den kärva Marilla Cuthbert och Marillas bror Matthew, som båda är lite till åren. Inte är det så lätt att vara snäll och tacksam, speciellt när fantasin yr omkring huvudet, men en bättre tid i hennes liv ligger framför henne nu när hon får det lilla gavelrummet som eget och Grönkulla som hem.
Livet på Grönkulla blir händelserikt. I Diana Barry får Anne äntligen en bästa vän, något hon drömt om i hela sitt liv. Anne börjar i skolan, blir retad för sitt röda hår, deklamerar Alfred Tennysons "Elaine" i en sjunkande eka, råkar bjuda Diana på vin istället för saft och lyckas färga håret grönt.

## Huvudkaraktärer
- Anne Shirley, en fantasifull, pratsam, rödhårig föräldralös flicka som flyttar in hos syskonen Matthew och Marilla Cuthbert på Grönkulla.
- Marilla Cuthbert, Matthews syster, en sträng men rättvis kvinna som motsätter sig Annes fantasifulla sätt att vara. Anne influerar dock Marilla och hon blir alltmer förtjust i Anne.
- Matthew Cuthbert, Marillas bror, en blyg, snäll äldre man. Matthew fattar tycke för Anne från första början och de två blir snabbt goda vänner. Eftersom Marilla har det primära ansvaret för Annes uppfostran, skämmer han gärna bort henne med gåvor.
- Diana Barry, Annes lojala vän och själsfrände. Anne och Diana blir bästa vänner från ögonblicket de möts. Hon är den enda flickan i Annes ålder som bor i närheten av Grönkulla.
- Gilbert Blythe, en stilig, begåvad och kvick klasskamrat som förälskar sig i Anne. Han lyckas dock reta upp Anne från början då han försöker fånga hennes uppmärksamhet och bemöts därför fientligt en lång tid framöver, vilket bara får honom att bli ännu mer förtjust i henne.
- Rachel Lynde, en granne till Matthew och Marilla. Både flitig och hjälpsam, men främst känd för att vara nyfiken och nedlåtande.

## Filmatiseringar i urval
- Anne of Green Gables (1919), en amerikansk stumfilm i regi av William Desmond Taylor, med Mary Miles Minter i rollen som Anne.
- Anne på Grönkulla (1934), amerikansk film regi av George Nichols Jr., med Dawn O'Day i rollen som Anne Shirley; efter filminspelningen bytte O'Day sitt artistnamn till "Anne Shirley".
- Akage no Anne (1979), japansk animerad TV-serie i 50 avsnitt, del av World Masterpiece Theater och regisserad av Isao Takahata.
- Anne på Grönkulla (1985), en fyra timmar lång miniserie producerad av CBC i regi av Kevin Sullivan, med Megan Follows som Anne.